# Liste de quatuors à cordes
Cette liste non exhaustive recense les principaux ensembles de quatuor à cordes. Elle est organisée par nationalité puis par date de fondation.

## Allemagne
- Quatuor du Gewandhaus de Leipzig, fondé en 1808[1]
- Quatuor Joachim, fondé en 1851, dissous en 1907[2]
- Quatuor Klingler, fondé en 1905, dissous en 1936[3]
- Quatuor Amar, fondé en 1921, dissous en 1929[4],[5]
- Quatuor Koeckert (en), fondé en 1939, dissous en 1992[6],[7]
- Quatuor Drolc, fondé en 1950, dissous en 1973[8],[9]
- Quatuor Hamann, fondé en 1950
- Quatuor Barchet, fondé en 1947, dissous en 1962[10],[11]
- Quatuor Westphal, fondé en 1958[12]
- Quatuor Melos, fondé en 1965, dissous en 2005[13],[14]
- Quatuor Bartholdy, fondé en 1968[10]
- Quatuor Kreuzberger, fondé en 1970, dissous dans les années 1990[6]
- Quatuor Brahms, fondé en 1974 dissous vers 1990[15]
- Quatuor Brandis, fondé en 1976, dissous en 2002[16],[17]
- Quatuor Leopolder, fondé en 1976
- Quatuor Cherubini, fondé en 1978, dissous en 1997[18],[19]
- Quatuor Petersen, fondé en 1979, dissous en 2008[20],[21]
- Quatuor Sonare, fondé en 1980[22]
- Quatuor Auryn, fondé en 1981[23],[24]
- Quatuor Mandelring, fondé en 1983[25]
- Quatuor Vogler (en), fondé en 1984[26],[27]
- Quatuor Nomos, fondé en 1984
- Quatuor Philharmonia de Berlin (en), fondé en 1985[20]
- Quatuor de Leipzig, fondé en 1988[28],[29]
- Quatuor Artemis, fondé en 1989[30],[31]
- Quatuor Kuss (en), fondé en 1991[32]

## Arménie
- Quatuor Komitas, fondé en 1924[33]

## Autriche
- Quatuor Rosé, fondé en 1882, dissous en 1938[34],[35]
- Quatuor Busch, fondé en 1913, dissous en 1952[36],[37]
- Quatuor Kolisch (en), fondé en 1922, dissous en 1942[6],[38]
- Quatuor Galimir, fondé en 1927, dissous en 1936[39]
- Quatuor du Wiener Konzerthaus, fondé en 1934, dissous en 1962[12],[40]
- Quatuor Barylli, fondé en 1951, dissous en 1960[10],[41]
- Quatuor Weller, fondé en 1959, dissous en 1971[12],[42]
- Quatuor philharmonique de Vienne, fondé en 1960, dissous en 1975[20]
- Quatuor à cordes de Vienne, fondé en 1964[43]
- Quatuor Alban Berg, fondé en 1970, dissous en 2008[44],[45]
- Quatuor Küchl, fondé en 1973[46]
- Quatuor Pro Arte de Salzbourg, fondé en 1973[47]
- Quatuor Artis, fondé en 1980[30],[48]
- Quatuor Hagen, fondé en 1981[49],[50]
- Quatuor Mosaïques, fondé en 1985[51]
- Quatuor Hugo-Wolf, fondé en 1993

## Belgique
- Quatuor Pro Arte, fondé en 1912 en Belgique, américain à partir de 1940[47],[35]
- Quatuor Arriaga, fondé en 1980[30]

## Bulgarie
- Quatuor Dimov, fondé en 1956, dissous en 1993[52]
- Quatuor de la radiodiffusion bulgare, fondé en 1973, devenu en 1993 le Nouveau Quatuor Dimov de la radio nationale bulgare[34]

## Canada

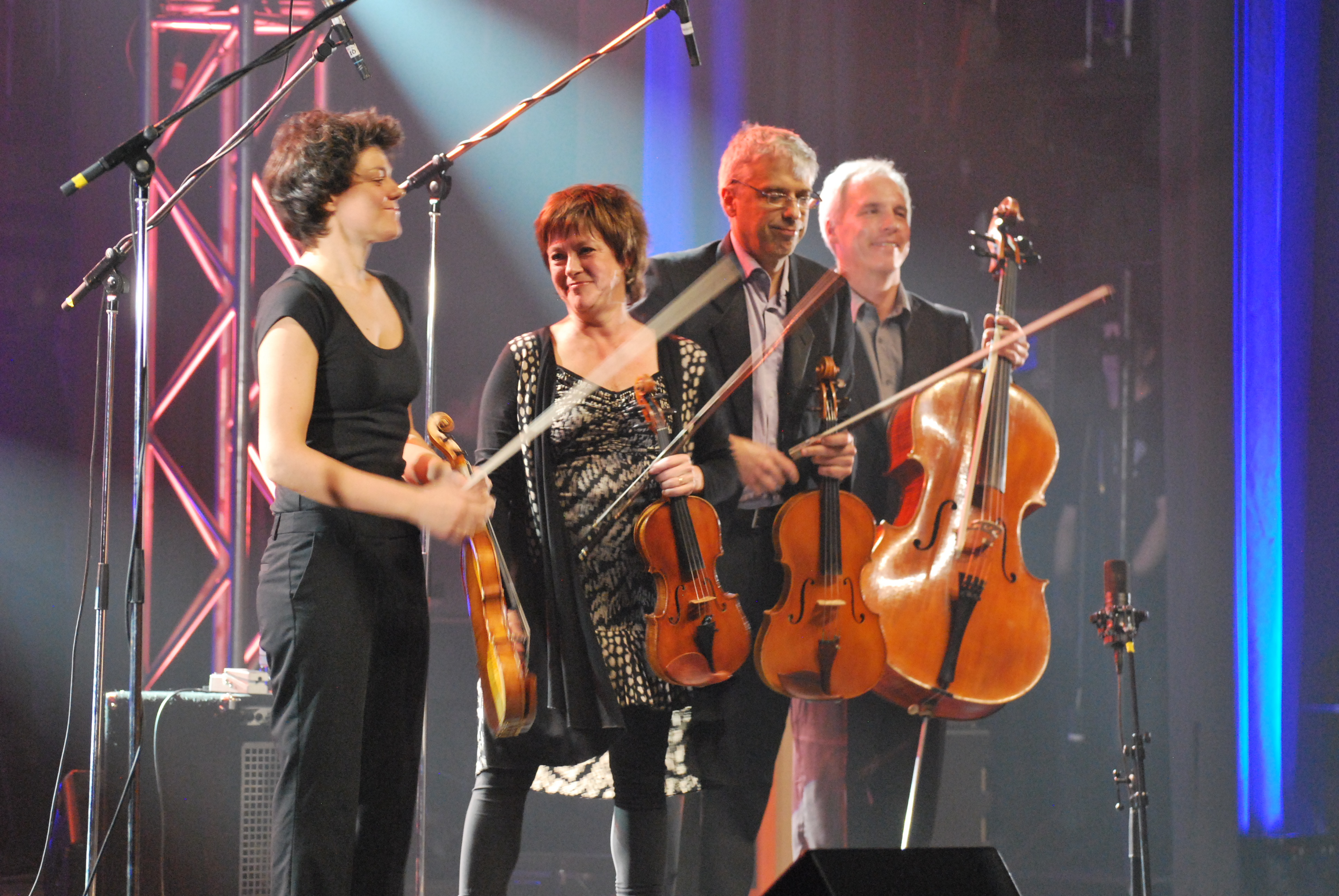
Quatuor Alcan du Saguenay-Lac-Saint-Jean.

- Quatuor à cordes Dubois, fondé en 1910, dissous en 1938[53]
- Quatuor à cordes de Montréal, nom de trois ensembles actifs entre 1925 et 1963[54]
- Quatuor à cordes Orford, fondé en 1965, dissous en 1991[55],[56],[57]
- Quatuor Alcan, fondé en 1989, devenu Quatuor Saguenay[58]
- Quatuor à cordes du Saint-Laurent (en), fondé en 1989[34],[59],[60]

## Chine
- Quatuor de Shanghai (en), fondé en 1983[61]

## Danemark
- Quatuor Danois, fondé en 1949, dissous en 1983[43]
- Quatuor Carl Nielsen, fondé en 1963[62]
- Quatuor Kontra, fondé en 1973[6]
- Nouveau Quatuor Danois, fondé en 1985[43]

## Espagne
- Cuarteto Casals, fondé en 1997[63]

## États-Unis
- Quatuor Kneisel (en), fondé en 1885, dissous en 1917[64],[65]
- Quatuor Flonzaley, fondé en 1902, dissous en 1929[1],[66]
- Quatuor Pro Arte, fondé en 1912 en Belgique, américain à partir de 1940[47]
- Quatuor Curtis, fondé en 1927, dissous en 1981[67]
- Quatuor Walden (en), fondé en 1934, dissous en 1979[12],[68]
- Quatuor Stuyvesant, fondé en 1938, dissous en 1954[69]
- Quatuor de Hollywood, fondé en 1939, dissous en 1961[49],[70]
- Quatuor Guilet, fondé en 1942, dissous en 1955[71]
- Quatuor Juilliard, fondé en 1946[2],[72]
- Quatuor LaSalle, fondé en 1946, dissous en 1988[46],[73]
- Quatuor Paganini, fondé en 1946, dissous en 1966[74]
- Fine Arts Quartet, fondé en 1946[63],[75]
- New Music String Quartet, fondé en 1948, dissous en 1956[76]
- Quatuor Schneider, fondé en 1951, dissous en 1954[77]
- Quatuor Lenox, fondé en 1958[28]
- Quatuor Guarneri, fondé en 1964, dissous en 2009[78],[79]
- Ciompi Quartet, fondé en 1965
- Tokyo String Quartet, fondé en 1969 par des étudiants japonais de la Juilliard School, dissous en 2013[80],[81]
- Quatuor de Cleveland, fondé en 1969, dissous en 1995[18],[82]
- Quatuor Vermeer (en), fondé en 1969, dissous en 2007[83],[84]
- Quatuor de Manhattan, fondé en 1970[85],[86]
- Quatuor Concord, fondé en 1971, dissous en 1988[43]
- Quatuor Kronos, fondé en 1973[46],[87]
- American String Quartet, fondé en 1974[63],[88]
- Quatuor Takács, fondé en 1975[22],[89]
- Quatuor Emerson, fondé en 1976[8],[90]
- New World String Quartet, fondé en 1977[91]
- Quatuor Muir, fondé en 1979[13],[92]
- Quatuor Smithson, fondé en 1982, dissous en 1996[22],[93]
- Quatuor Lafayette, fondé en 1986[94]
- Quatuor Orion (en), fondé en 1987[95]
- Quatuor Borromeo, fondé en 1989[15]
- Quatuor Brentano, fondé en 1992[16],[96]
- Quatuor Pacifica (en), fondé en 1994[97]
- Quatuor Axelrod, fondé en 1998[23]

## France
- Quatuor de Bordeaux, fondé avant la Seconde Guerre, dissous après
- Quatuor Adastra
- Quatuor Arcana, fondé en 1975[4]
- Quatuor Ardeo
- Quatuor Arod
- Le Quatuor, fondé en 1980
- Quatuor Arpeggione, fondé en 1988[30]
- Quatuor Annesci, fondé en 1988
- Quatuor Akos
- Quatuor Akilone
- Quatuor Béla fondé en 2006
- Quatuor Benaïm, fondé en 2000
- Quatuor Bernède, fondé en 1963, dissous en 1991[15]
- Quatuor Calvet, fondé en 1919, dissous en 1950[62],[98]
- Quatuor Cambini
- Quatuor Capet, fondé en 1893, dissous en 1928[62],[99]
- Quatuor Caravassilis, fondé en 1999
- Quatuor Confluence
- Quatuor Daphnis
- Quatuor Danel, fondé en 1991[52],[100]
- Quatuor Debussy, fondé en 1989[52]
- Quatuor Diotima, fondé en 1996
- Quatuor Ébène, fondé en 1999[8]
- Quatuor Élysée, fondé en 1995
- Quatuor Elmire
- Quatuor Enesco, fondé en 1978[101],[102]
- Quatuor Girard, fondé en 2009.
- Quatuor Hanson, fondé en 2013.
- Quatuor Hermès.
- Quatuor Kadenza, fondé en 2004.
- Quatuor Krettly, actif dans les années 1920-1930[6],[103]
- Quatuor Loewenguth, fondé en 1929, dissous en 1983[104],[105]
- Quatuor Léonis
- Quatuor Ludwig, fondé en 1985[104]
- Quatuor Manfred, fondé en 1986[85], dissous en 2020[106]
- Quatuor Margand, fondé en 1958[85]
- Quatuor Modigliani, fondé en 2003[13]
- Quatuor Mona
- Quatuor de l'ORTF, fondé en 1941, dissous en 1973[55]
- Quatuor Parent, fondé en 1892, dissous en 1913[107]
- Quatuor Parisii, fondé en 1984[107]
- Quatuor Parrenin, fondé en 1944, dissous en 1990[107],[108]
- Quatuor Prima Vista, fondé en 1997
- Quatuor Psophos, fondé en 1997
- Quatuor Renoir, fondé en 1995
- Quatuor Rosamonde, fondé en 1981[34],[109]
- Quatuor Satie, fondé en 1999
- Quatuor Tana
- Quatuor Tchalik
- Quatuor Van Kuijk, fondé en 2012
- Quatuor Varèse
- Quatuor Via Nova, fondé en 1968[110]
- Quatuor Voce, fondé en 2004[26]
- Quatuor Wassily
- Quatuor Yako
- Quatuor Ysaÿe, fondé en 1984 dissous en 2014[111],[112]
- Quatuor Zaïde, fondé en 2009

## Hongrie
- Quatuor Waldbauer-Kerpely, fondé en 1909, dissous en 1946[26],[113]
- Quatuor de Budapest, fondé en 1917, dissous en 1967[36],[114]
- Quatuor Léner (en), fondé en 1918, dissous en 1948[28],[115]
- Quatuor Hongrois, fondé en 1935, dissous en 1972[49],[116]
- Quatuor Tátrai (en), fondé en 1946, dissous dans les années 1990[117],[118]
- Quatuor Végh, fondé en 1940, dissous en 1980[83],[119]
- Quatuor Bartók, fondé en 1957, dissous en 2017[10],[120]
- Quatuor Kodály (en), fondé en 1966[64],[121]
- Nouveau Quatuor de Budapest, fondé en 1971[91]
- Quatuor Takács, fondé en 1975[22],[89]
- Quatuor Éder, fondé en 1972, dissous en 1997[8],[122]
- Nouveau Quatuor hongrois, fondé en 1976, dissous en 1984[91]
- Quatuor Festetics, fondé en 1985[123]
- Quatuor Keller, fondé en 1986[64],[124]

## Israël
- Quatuor de Tel-Aviv, fondé en 1959, dissous en 1993[80]
- Quatuor de Jérusalem, fondé en 1993[2],[125]
- Quatuor Aviv, fondé en 1997[23]

## Italie
- Quartetto Italiano, fondé en 1945, dissous en 1980[91],[126]
- Nuovo Quartetto italiano, fondé en 1982[91]
- Quartetto di Cremona[127], fondé en 2000
- Quartetto di Venezia (it)

## Norvège
- Quatuor Vertavo (en), fondé en 1984[128]

## Pays-Bas
- Quatuor néerlandais, fondé en 1952, dissous en 1969[55]
- Quatuor Esterházy, fondé en 1973, dissous en 1981[101]
- Quatuor Orlando (en), fondé en 1976, dissous en 1997[55],[129]
- Quatuor Glinka, fondé en 1980, dissous en 1990[78]

## Pologne
- Quatuor Wilanow, fondé en 1967[111]
- Quatuor de Varsovie, fondé en 1976[80]
- Quatuor Silésien, fondé en 1978
- Quatuor Wieniawski, fondé en 1998

## République tchèque
- Quatuor tchèque, également appelé Quatuor bohémien, fondé en 1891, dissous en 1934[80],[130]
- Quatuor Ševčík (en), actif entre 1901 et 1930[131]
- Quatuor Ondříček, fondé en 1921, dissous en 1956[55]
- Quatuor Smetana, fondé en 1940, dissous en 1989[132],[133]
- Quatuor Janáček, fondé en 1947[2],[134]
- Quatuor Vlach (en), fondé en 1949, dissous en 1975[135]
- Quatuor de Prague, 1919-1966 et 1955-2001[20],[136]
- Quatuor Talich, fondé en 1964[117],[137]
- Quatuor Panocha (en), fondé en 1968[107],[138]
- Quatuor Suk, fondé en 1968[22]
- Quatuor Doležal, fondé en 1972[52]
- Quatuor Kocian (en), fondé en 1972[64],[139]
- Quatuor Pražák, fondé en 1974[47],[140]
- Quatuor Stamic, fondé en 1985[22],[141]
- Quatuor Wihan (en), fondé en 1985[12],[142]

## Roumanie
- Quatuor Voces (de), fondé en 1969[26]
- Quatuor Gaudeamus, fondé en 1987

## Royaume-Uni
- Quatuor de Londres, fondé en 1908, dissous en 1935[104],[143]
- Quatuor Aeolian, fondé en 1927, dissous en 1981[44],[144]
- Quatuor Griller, fondé en 1928, dissous en 1961[78],[145]
- Quatuor Amadeus, fondé en 1947, dissous en 1987[4],[146]
- Quatuor Allegri, fondé en 1953[44],[147]
- Quatuor Delmé, fondé en 1962, dissous au début des années 2000[148]
- Quatuor Gabrieli, fondé en 1966[1],[149]
- Quatuor Lindsay, fondé en 1966, dissous en 2005[28],[150]
- Quatuor Fitzwilliam, fondé en 1968[1],[151]
- Quatuor Chilingirian, fondé en 1971[18],[152]
- Quatuor Medici (en), fondé en 1971, dissous en 2007[85],[153]
- Quatuor Brodsky, fondé en 1972[16],[154]
- Quatuor Arditti, fondé en 1974[155],[156]
- Quatuor Endellion, fondé en 1979[101],[9]
- Quatuor Salomon (en), fondé en 1982[157]
- Quatuor Brindisi, fondé en 1984[16]
- Quatuor Balanescu, fondé en 1987[23],[158]
- Quatuor Belcea, fondé en 1994[159],[160]
- Quatuor Duke
- Bond, fondé en 2000

## Russie
- Quatuor Beethoven, actif entre 1923 et 1977, principalement[10],[161]
- Quatuor du Théâtre du Bolchoï, fondé en 1931, dissous en 1968[162]
- Quatuor Borodine, fondé en 1946[15],[163]
- Quatuor Taneïev (en), fondé en 1946[117],[164]
- Quatuor Glinka, fondé en 1980[78]
- Quatuor Anton, fondé en 1986[4]

## Suisse
- Quatuor de Berne, fondé en 1971, dissous[159]
- Quatuor Sine Nomine, fondé en 1975[132],[165]
- Quatuor Carmina, fondé en 1984[62],[166]